# Уложение Василия Лупу
Уложение Василия Лупу – первый свод молдавских феодальных законов, составленный логофетом Евстратием, утвержденный в 1646 году в период правления господаря Василия Лупу.

## Общее содержание и значение
Уложение Василия Лупу является древнейшим правым памятником Молдавии. Также данное Уложение является первым печатным документом, составленным на старорумынском языке. Уложение вобрало в себя комплекс правовых норм, направленных на защиты феодального строя. Так статья 18 Уложения установлен запрет перехода крестьян от одного феодала к другому и они окончательно закреплялись за соответствующим земельным участком.
Уложения включало в себя 96 глав, разделенных на 1245 статей. Статьи не имели строгой дифференциации в зависимости отрасли права либо правовых институтов. Основным составителем Уложения считается логофет Евстратий, наиболее образованный феодал в окружении Василия Лупу. Соавтором признается известный юрист того времени Милетий Сиригос.
Источники права для составителей Уложения послужили нормы обычного права, византийское права (в том числе Эклога). Основой Уложения является византийский Земледельческий закон. Несмотря на близость и значительное влияние Турции, нормы мусульманского права не оказали воздействие на Уложение. Уложение Василия Лупу было опубликовано на три года раньше чем Уложение Алексей Михайловича,  царя всея Руси. Уложение Василия Лупу является первоочередным источником Валашского свода законов 1652 года.

## Нормы гражданского права
Основными формами землевладения являлись вотчина (древнерусское название – отчина), дедина и поместье. Отчиной являлось любое имущество полученное по наследству от отца. Дединой признавалось имущество, принадлежащие отцу, деду, прадеду и передавшееся по наследству в пользу сына, внука, правнука и т.д. Зачастую в различных молдавских грамотах правовой статус отчин и дедин не различался. В большинстве случаях отчины и дедины принадлежали боярскому сословию. Поместьем признавалось пожалованный земельный участок, полученный в связи с несением службы. Зачастую условием владением поместья являлось обязанность несения военной службы. Кроме того лицо владеющие поместьем не имело право распоряжаться им. При это поместье могло быть передано во владение с правом последующей передачи его по наследству. Помимо вышеуказанных форм землевладения также существовали и иные виды (земли, тянувшие к господарскому дворцу, а также земли духовенства).

## Нормы обязательственного права
В связи с широким распространением товарооборота в стране договоренные отношение встречались повсеместно. Наиболее часто встречающееся договорами являлись: договор купли-продажи, договор мены, договор займа, различные виды найма (личный и имущественный).

## Нормы наследственного права
Уложением не уделялось значительное место данной отрасли права. Так вотчина и иное имущество обычно переходили по наследству в пользу ближайших родственников наследодателя в зависимости от степени родства. Наследниками первой очереди считались дети обеих полов. Отличительно чертой Уложения считается то, что сестры наследовали имущество наравне с братьями.

## Нормы семейного права
Данная отрасль права также не получила детальной разработки. Упоминаются лишь отдельные нормы. В большинстве своем семейные правоотношения основывались на нормах канонического права.
При этом имелись отдельные нормы отражающие классовый и феодальный строй в семейный отношениях. Так в случае замужества феодально-зависимой девушки или женщины на лице проживающем в соседней области, то за нее в обязательном порядке должен был оплачен выкуп в пользу главы общины. Кроме того если женились крестьяне, принадлежавшие разным феодалам, в случае рождения у них детей, они могли быть распределены между их ними.

## Нормы уголовного права
Наибольшее количество статей (более 1000) в Уложении Василия Лупу относились к отрасли уголовного права. Так Уложением защищались различные привилегии феодалов, нормы права имели явно классовый характер и отражали интересы правящего класса.  
Часть Уложение регулирующая нормы уголовного права называлась «Господарские правила относительно проступков» (рум. Pravile imparate§ti pentru). В целом данная часть была основана на трудах знаменитого итальянского юриста Просперо Фариначчи (1554— 1618 гг.). Просперо Фариначчи являлся итальянским адвокатом по уголовным делам в Риме, кроме того служил при дворе двух римских пап Климента VIII и Павла V. В главе 66 статье 8 Уложения Просперо Фариначчи упоминается как «великий учитель и составитель сводов». Множество положений Уложения взято из его трактата под названием практика и теория уголовного права (лат. «Praxis et Theoricae Criminalis»). Данный трактат Просперо Фариначчи писал в период 1594-1614, в нем отражены крайне прогрессивные для того времени положения уголовно-правовой теории. Впоследствии данный труд был широко признан европейскими юристами, в связи с этим книга переиздавалась многочисленное количество раз.
Фактически вышеуказанный раздел Уложения являлся уголовным кодексом, имеющим особенную и общую часть.
Различные составы преступления отражались в первых пятидесяти главах «особенной части» в следующем порядке: оскорбление, фальшивомонетничество, присвоение обнаруженного клада, убийство, нанесение ран, двоеженство, растрата приданого, семейные проступки, жестокое обращение мужа, избиение жены, изгнание жены, нарушение обязанности следовать за мужем, сводничество, похищение человека, святотатство, ересь, изнасилование, мужеложство, кровосмешение, клевета (гл.1-50). В 51-78 главах отражались основные принципы и институты уголовного права, относящиеся ко всем составам преступлений. Так обстоятельствами смягчающими наказаниями являлись обман, ярость, возраст, состояние опьянения, действие в толпе, подчинение приказу старшего, сонное состояние, любовь, боярство, глухонемота, родство и иное. Соучастием в преступлении признавалось: помощь в совершении проступка, нахождение на месте преступления, оказание помощи после совершения преступления, укрывательство и иное. Уложение также разграничивало различные виды умысла, давало понятие таким институтам как рецидив, подстрекательство, невменяемость, давности преступления, необходимая оборона, крайняя необходимость и иное.
В целом целью системы наказаний, отраженной в Уложении, было ужесточение уголовной ответственности за какие-либо действия направленные против господствующего класса. В Уложении встречались следующие виды смертной казни: сожжение, погребение заживо, сажание на кол, залитие горла расплавленным металлом. Также встречались членовредительские наказания: отсечение руки, носа, языка, ослепление, а также кастрация.
Особенностью Уложения при назначении наказания являлось возможность избрания судьей любого наказания на его усмотрение. Принимая во внимание классовый характер общества, господствующему классу назначалось особо мягкое наказание, тогда как эксплуатируемому классу доставалось самое жестокое. Так любой представитель высшего класса например боярин за совершение умышленного убийства наказывался штрафом, тогда как представитель низшего класса мог быть приговорен к смертной казни.
В Уложении также поименован ряд преступлений против феодального (государственного) строя. Так в случае если кто либо соберёт и поведет население против судьи, судебной системы в целом или иного государственного мужа, все лица принимавшие в этом участие будут наказаны как совершившие преступление против господаря. Таким образом различные преступления против господствующего класса, в том числе убийство судьи, господских слуг, феодалов воспринималось как покушения на жизнь и здоровье господаря. За совершение вышеуказанных преступлений обычно назначалось самое тяжкое наказание, степень которого как и в иных случаях зависела от собственного убеждения судьи.Так обычно за покушение на судью или феодала наказанием являлся комплекс мер. В первую очередь преступнику надлежало отсечь руку, далее его закрепляли к хвостам нескольких лошадей и доставляли до места смертной казни, где его полагалось четвертовать. Уложением также поименованы преступления в сфере государственных финансов. За подделку денежных знаков (фальшивомонетничество) наказанием являлось отсечение головы и последующие сжигание останков. Уложением в жесткой форме обеспечивалась охрана имущественных прав в земельной сфере. Например за незаконное использование земель и водных ресурсов виновные назначалось наказание в виде высоких штрафов и членовредительство, а в случаи наличия отягчающих обстоятельств (например насильственные действия) могла быть назначена смертная казнь. В целом уголовный процесс имел чисто инквизиционный характер с некоторыми оговорками. Так в отдельно упоминалось положение согласно которому запрещалось пытать лиц принадлежащих к господствующему классу т.е. феодалов.

## Памятные знаки
С 15 июня 2009 года Центральным банком Молдовы запущена в обращение памятная монеты из серии «650 лет основания Молдавского государства», посвященная Уложению Василия Лупу.

## Примечание
1. ↑  Gheorghe Bobână. Umanismul în cultura românească din secolul al XVII-lea - începutul secolului al XVIII-lea (рум.). — Кишинев: Epigraf, 2005. — С. 79. — ISBN 9975-924-67-0.
2. ↑  Vasile Lupu. Pravila lui Vasile Lupu, Iași, 1646 (рум.).
3. 1 2  Трикоз Е.н. "УЛОЖЕНИЕ" ВАСИЛИЯ ЛУПУ 1646 Г.: ОСОБЕННОСТИ КОДИФИКАЦИИ ПРАВА МОЛДАВСКОГО КНЯЖЕСТВА // Вестник Московского университета. Серия 11. Право. — 2017. — Вып. 5. — ISSN 0130-0113. Архивировано 23 июня 2019 года.
4. ↑  Законы Молдовы - синтагмы Матвея Властаря, Уложение Василия Лупу. www.bibliotekar.ru. Дата обращения: 23 июня 2019. Архивировано 23 июня 2019 года.
5. 1 2 3  Чистяков Олег Иванович, Новицкая Т. Е., Дюков Л. В., Таукелев А. Н. История отечественного государства и права. — Юрайт (Москва), 2012. — С. 476. — 210-240 с. — ISBN 978-5-9692-1146-9.
6. ↑  Уложение Василия Лупу – первый свод законов, изданный в Стране Молдавской | Национальный банк Молдовы. www.bnm.md. Дата обращения: 4 июля 2019. Архивировано 4 июля 2019 года.